# Cowgirl's Prayer
Cowgirl's Prayer es el decimoséptimo álbum de estudio de la cantante estadounidense Emmylou Harris, publicado por la compañía discográfica Warner Bros. Records en septiembre de 1993. Publicado poco después del álbum en directo At the Ryman, Cowgirl's Prayer fue un trabajo con material similar, acústico, con un par de temas roqueros como «High Powered Love», el primer sencillo. A pesar de buenas reseñas de la prensa musical, obtuvo escasa difusión a través de la radio y solo llegó al puesto 34 de la lista estadounidense de álbumes country, lo que llevó a Harris a cambiar su estilo musical en su siguiente trabajo, Wrecking Ball.
A pesar de la escasa promoción a través de la radio, los videoclips de «High Powered Love», «Crescent City» y «Thanks to You» recibieron una considerable difusión en CMT.

## Lista de canciones
1. "A Ways to Go" (Lainie Marsh) – 3:38
2. "The Light" (Kieran Kane, Emmylou Harris) – 2:29
3. "High Powered Love" (Tony Joe White) – 3:08
4. "You Don't Know Me" (Eddy Arnold, Cindy Walker) – 3:07
5. "Prayer in Open D" (Emmylou Harris) – 4:17
6. "Crescent City" (Lucinda Williams) – 3:31
7. "Lovin' You Again" (Roger D. Ferris) – 5:31
8. "Jerusalem Tomorrow" (David Olney) – 4:17
9. "Thanks to You" (Jesse Winchester) – 3:56
10. "I Hear a Call" (Tony Arata) – 2:50
11. "Ballad of a Runaway Horse" (Leonard Cohen) – 5:35

## Personal
- Larry Atamanuik – batería y percusión.
- Sam Bacco – percusión.
- Grace Bahng – chelo.
- Richard Bennett – guitarras acústica y eléctrica, percusión, pandereta y mandocello.
- Mike Brignardello – bajo.
- Lori Brooks – coros.
- Sam Bush – violín.
- Kathy Chiavola – coros.
- Ashley Cleveland – coros.
- Suzanne Cox – coros.
- Emory Gordy, Jr. – orquestación.
- Emmylou Harris – guitarra acústica y coros.
- Connie Heard – violín.
- David Hoffner – órgano Hammond.
- Roy Huskey, Jr. – bajo.
- Mary Ann Kennedy – coros.
- Jana King – coros.
- Alison Krauss – coros.
- Chris Leuzinger – guitarras.
- Sam Levine – clarinete y flauta.
- Edgar Meyer – contrabajo.
- Al Perkins – pedal steel guitar.
- Jon Randall – coros.
- Pam Rose – coros.
- Milton Sledge – batería y percusión.
- Jay Spell – piano y acordeón.
- Hurshel Wiginton – coros.
- Kris Wilkinson – viola.
- Dennis Wilson – coros.
- Bobby Wood – órgano y piano eléctrico.
- Bob Wray – bajo.

## Posición en listas
| País           | Lista          | Posición |
| -------------- | -------------- | -------- |
| Estados Unidos | Country Albums | 34       |
| Estados Unidos | Country Albums | 152      |

| Sencillo            | País           | Lista           | Posición |
| ------------------- | -------------- | --------------- | -------- |
| «High Powered Love» | Estados Unidos | Country Singles | 63       |
| «Thanks To You»     | Estados Unidos | Country Singles | 65       |